# ديارال يماني (تريم)
'

تعديل مصدري - تعديل

ديارال يماني هي إحدى قرى عزلة تريم بمديرية تريم التابعة لمحافظة حضرموت، بلغ تعداد سكانها 378 نسمة حسب تعداد اليمن لعام 2004.